# Valea Cosminului, Adâncata
Valea Cosminului (în ucraineană Валя Кузьміна, transliterat: Valea Kuzmina, în rusă Валя Кузьмина, transliterat: Valea Kuzmina și în germană Franzthal) este o comună în raionul Adâncata, regiunea Cernăuți, Ucraina, formată numai din satul de reședință.
Aici se află stejarul lui Ștefan cel Mare.
Satul este situat în partea de nord a raionului Adâncata, la o distanță de 12 km de orașul Cernăuți.

## Istorie
Localitatea Valea Cosminului a făcut parte încă de la înființare din  Principatul Moldovei. Pe teritoriul actual al localității a avut loc în anul 1497 Bătălia de la Codrii Cosminului dintre moldovenii lui Ștefan cel Mare și polonezii conduși de regele Ioan Albert. 
În ianuarie 1775, ca urmare a atitudinii de neutralitate pe care a avut-o în timpul conflictului militar dintre Turcia și Rusia (1768-1774), Imperiul Habsburgic (Austria de astăzi) a primit o parte din teritoriul Moldovei, teritoriu cunoscut sub denumirea de Bucovina. După anexarea Bucovinei de către Imperiul Habsburgic în anul 1775, localitatea Valea Cosminului a făcut parte din Ducatul Bucovinei, guvernat de către austrieci, făcând parte din districtul Cernăuți (în germană Czernowitz).  
După Unirea Bucovinei cu România la 28 noiembrie 1918, satul Valea Cosminului a făcut parte din componența României, în Plasa Cosminului a județului Cernăuți. Pe atunci, majoritatea populației era formată din români, existând și o comunitate de germani.
Ca urmare a Pactului Ribbentrop-Molotov (1939), Bucovina de Nord a fost anexată de către URSS la 28 iunie 1940. Bucovina de Nord a reintrat în componența României în perioada 1941-1944, fiind reocupată de către URSS în anul 1944 și integrată în componența RSS Ucrainene. 
Începând din anul 1991, satul Valea Cosminului face parte din raionul Adâncata al regiunii Cernăuți din cadrul Ucrainei independente. La recensământul din 1989, numărul locuitorilor care s-au declarat români plus moldoveni era de 1.045 (138+907), reprezentând 63,14% din populația localității.. În prezent, satul are 1.864 locuitori, preponderent români.

## Demografie
Componența lingvistică a comunei Valea Cosminului
     Ucraineană (54,18%)
     Română (43,19%)
     Rusă (2,15%)
     Alte limbi (0,32%)
Conform recensământului din 2001, majoritatea populației comunei Valea Cosminului era vorbitoare de ucraineană (54,18%), existând în minoritate și vorbitori de română (43,19%) și rusă (2,15%).
1989: 1.655 (recensământ)
2007: 1.864 (estimare)

### Recensământul din 1930
Componența etnică a comunei Valea Cosminului (județul Cernăuți)
     Români (51,15%)
     Germani (35,42%)
     Evrei (1,37%)
     Ruteni (10,24%)
     Altă etnie (1,82%)
Componența confesională a comunei Valea Cosminului
     Ortodocși (59,3%)
     Romano-catolici (35,13%)
     Mozaici (1,37%)
     Evanghelici\Luterani (2,09%)
     Greco-catolici (1,94%)
     Adventiști (0,17%)
Conform recensământului efectuat în 1930, populația comunei Valea Cosminului se ridica la 1.386  locuitori. Majoritatea locuitorilor erau români (51,15%), cu o minoritate de ruteni (10,24%), una de germani (35,42%) și una de evrei (1,37%). Alte persoane s-au declarat: ruși (11 persoane), polonezi (11 persoane), cehi\slovaci (1 persoană) și armeni (2 persoane). Din punct de vedere confesional, majoritatea locuitorilor erau ortodocși (59,30%), dar existau și mozaici (1,37%), romano-catolici (35,13%), evanghelici\luterani (2,09%), greco-catolici (1,94%) și adventiști (0,17%).

## Obiective turistice
- Stejarul lui Ștefan cel Mare din Codrii Cosminului
- Cimitirul-Memorial al soldaților căzuți în Primul Război Mondial - aici au fost aduse pentru a fi reînhumate în anul 1936 osemintele din cimitirile militare și din mormintele soldățești izolate. S-a amenajat un memorial al eroilor din primul razboi mondial.
- Biserica din secolul al XVII-lea

În partea de sus a râului a fost amenajat un lac artificial, pe malul căruia se află complexul turistic "Bucovina" și complexul de divertisment "Teiul Verde". 
La marginea satului se află nu mai puțin de 15 monumente ale naturii (botanice și forestiere). S-a amplasat o sondă pentru extragerea apelor minerale subterane.